# Monts de la Terekta
Les monts de la Terekta (Теректинский хребет) forment un massif montagneux du centre de l'Altaï en Russie. Il  sépare deux territoires administratifs de la république de l'Altaï : le raïon d'Ongoudaï et le raïon d'Oust-Koksa. Sa longueur est de 150 kilomètres. Il culmine à 2 927 mètres d'altitude.

## Géographie

### Situation, topographie

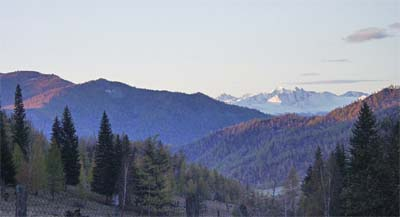
Vue du côté nord des monts de la Terekta de la vallée de Barkhatovo (raïon d'Ongoudaï)

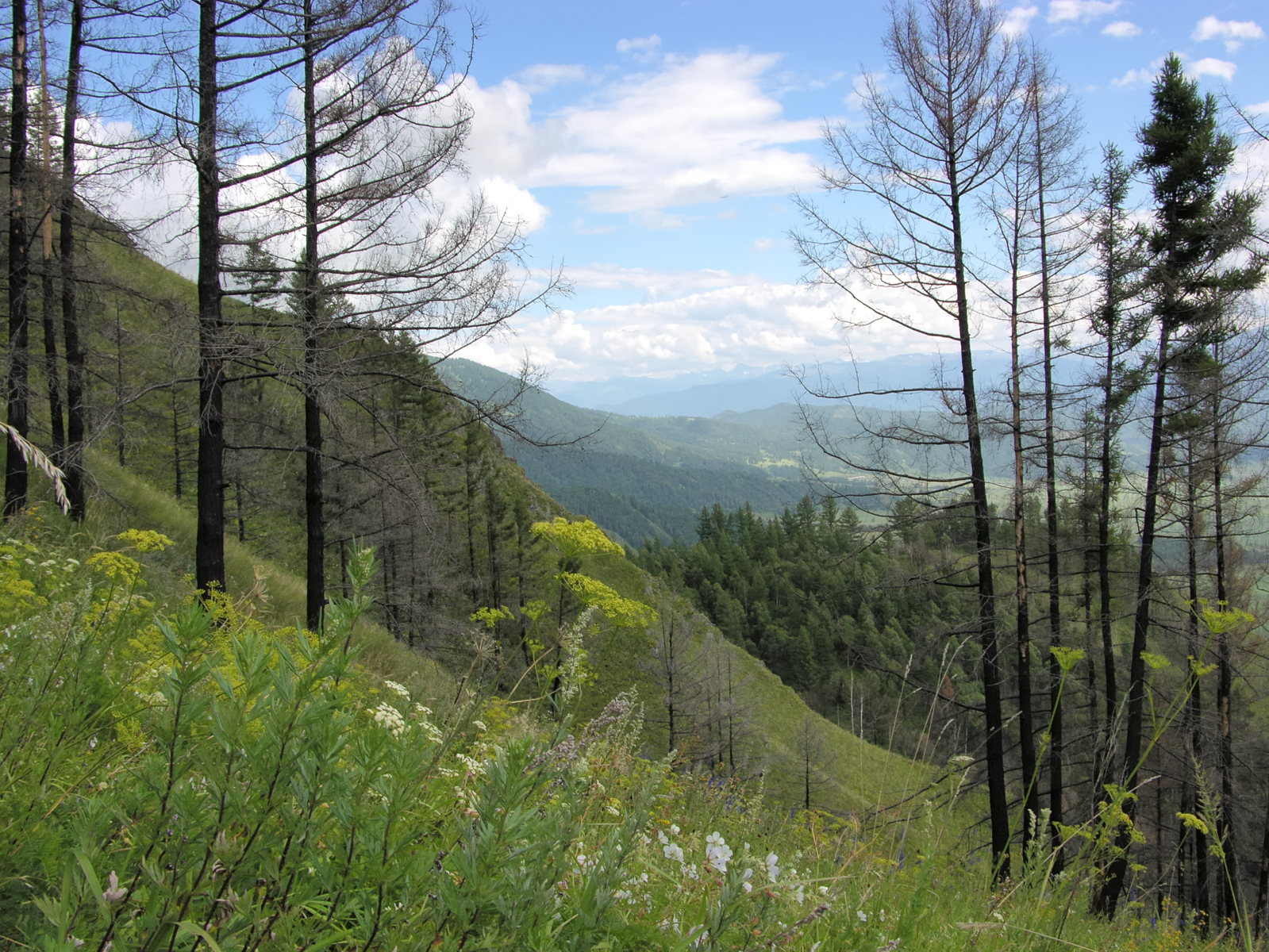
Pentes méridionales des monts de la Terekta donnant au-dessus de la steppe d'Ouïmon

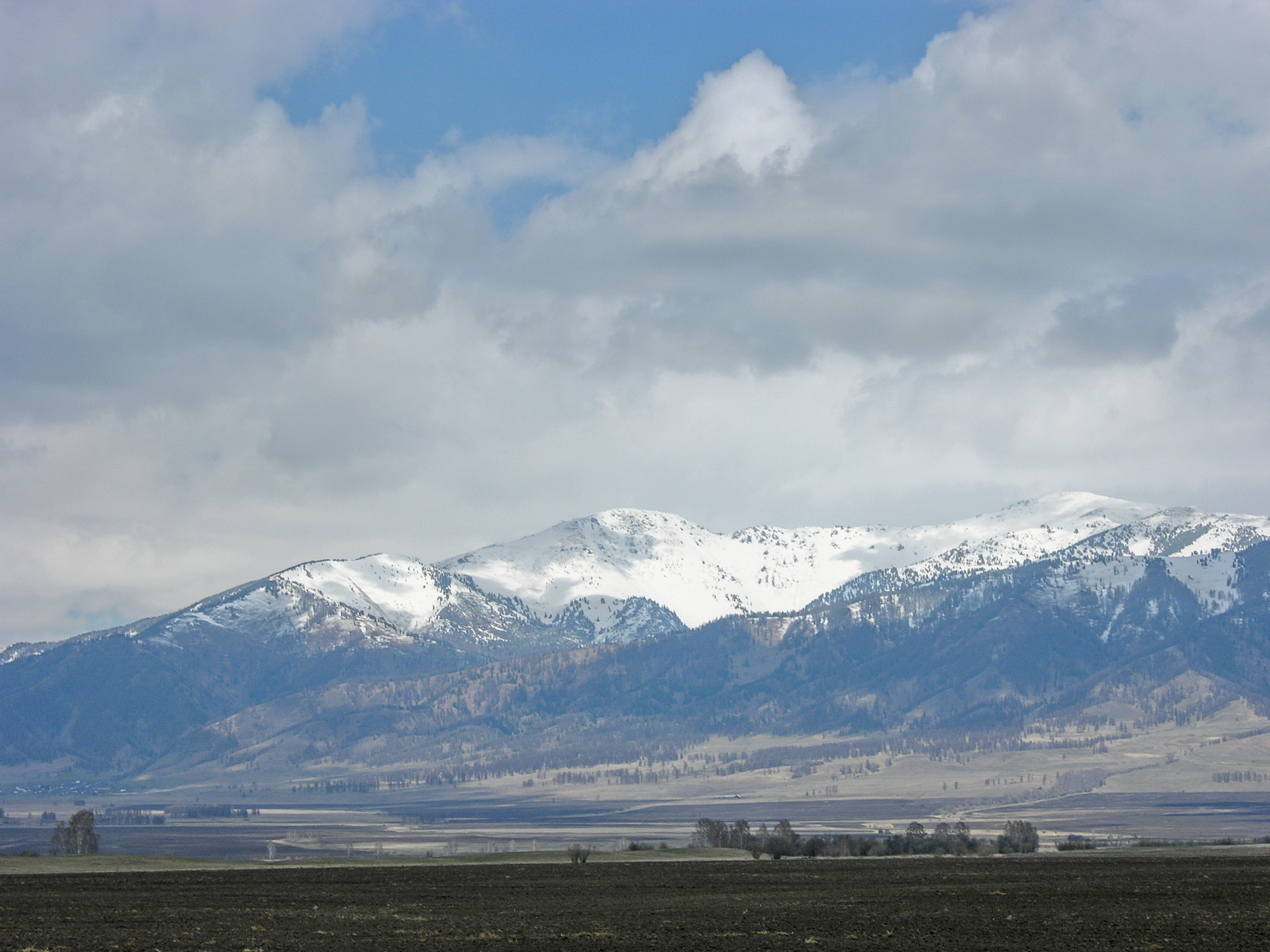
Versant méridional des monts de la Terekta au-dessus de la steppe d'Ouïmon

Les monts de la Terektka se trouvent aux abords des provinces centrales des montagnes de l'Altaï, au nord de celles-ci avec le massif du Tchouï septentrional. Il est orienté en largeur, son versant oriental déclinant doucement vers le sud[pas clair]. Son piémont méridional donne sur les steppes d'Ouïmon, de Katanda et d'Abaï. Celui du nord donne sur les steppes d'Oursoul et de Tenguine.
Les monts de la Terekta forment le prolongement occidental du nord des montagnes du centre[pas clair] de l'Altaï. Ils s'étendent sur 150 km du Katoun à la steppe de Kan, où se séparent ses contreforts nord-ouest. Ils s'élèvent au nord-ouest à 1 400 mètres d'altitude et à 2 500 mètres au sud-est, leur point le plus élevé étant de 2 927 mètres d'altitude. La ligne des monts est plutôt aplanie avec des sommets plats, arrondis ou en forme de coupole. Une partie importante de ses plateaux est marécageuse, comme le plateau de Tügourük.

### Hydrographie
Un grand nombre de rivières prennent leur source ici et se déversent dans toutes les directions. Elles appartiennent au bassin de l'Ob. Au sud et à l'est coulent des affluents du Katoun, comme la Kastakha (26 km), la Grande Terekta, le Tchendek, la Katanda supérieure, la Katanda inférieure, le Tiondour, la Tourgounda, la Kaznakhta (15 km), l'Inéguen inférieur, le Petit Yaloman (31 km), le Grand Yaloman (42 km), le Grand Ilgoumen (53 km). La partie occidentale des monts Terekta comprend également des affluents du Katoun dont les plus importants sont le Sougach (17 km), le Sougach Noir (21 km), l'Ouïla, l'Ioustik (32 km), ainsi que des affluents de la rivière Tügourük (62 km) : le Karaguem (50 km) et la Margala (30 km). Au nord, l'Oursoul (affluent du Katoun) et ses nombreux affluents, descend sur 130 kilomètres. Au nord-ouest, une partie des rivières appartient au système du Tcharych.
Le pic de la fonte des neiges se situe fin mai et le débit des rivières est alors le plus important. Il existe de nombreux marécages, le plus important étant le marais de Tügourük (1 500 mètres d'altitude), où croît l'espèce rare Sibiraea altaiensis.

### Géologie
Les monts sont formés de micaschistes et de roches volcaniques.

### Climat
Le climat est continental et aride. Les températures montent en moyenne jusqu'à 30 °C l'été et baissent à −50 °C l'hiver.

### Faune et flore
Les pentes septentrionales sont recouvertes de forêts de pins de Sibérie, de mélèzes et de sapins ; les pentes méridionales sont recouvertes de mélèzes. Les bouleaux nains et les saules croissent également ; plus haut les alpages et la toundra alpine dominent. Des graminées rares et des espèces endémiques protégées poussent sur les plateaux.
La faune est celle des montagnes et des forêts sibériennes. Certaines sont endémiques et sont protégées. On observe des ours bruns, des loups, des cerfs élaphes, des cerfs de l'Altaï, etc.

## Source
- (ru) Cet article est partiellement ou en totalité issu de l’article de Wikipédia en russe intitulé « Теректинский хребет » (voir la liste des auteurs).